# Bell D-188A
Il Bell D-188A (denominazioni militari non ufficiali XF-109/XF3L) era un aereo da caccia/cacciabombardiere con capacità di decollo ed atterraggio verticale (VTOL), dotato di otto turboreattori General Electric J85, ognuno da 1.181 kg/s, velocità massima prevista di Mach 2,3, sviluppato nella seconda metà degli anni Cinquanta del XX secolo, che andò mai oltre lo stadio di mock-up.

## Storia del progetto
Nei primi anni Cinquanta del XX secolo la Bell Aircraft sviluppò un piccolo velivolo sperimentale a reattori basculanti, designato ATV Model 65, che compì il suo primo decollo assistito, assicurato ad una piattaforma per evitare che i gas di scarico fossero reingestiti dai motori, nel novembre 1954. Il programma Model 65 fu terminato nel 1955, ma in quello stesso anno sia l'USAF che l'US Navy chiesero alla Bell Aircraft di sviluppare un cacciabombardiere/intercettore supersonico ognitempo con caratteristiche VTOL/STOVL. Il progetto, destinato a ricoprire numerosi ruoli in seno a due forze armate ottenne la designazione di Project 2000 e fu richisto lo sviluppo di due distinte versioni, il D-188 per l'US Navy e il D-188A per l'USAF. La Bell Aicraft chiese all'United States Air Force di attribuire al D-188A, la versione terrestre, il prefisso XF-109, mentre essa stessa attribuì a quella imbarcata la designazione XF-3L-1. Tra il 1956 e il febbraio 1959 per lo sviluppo di questo velivolo furono spesi 14.500.000 dollari. Nel 1959 la Bell collaborò insieme alla Convair Division di San Diego (California) della General Dynamics alla Phase 1 di sviluppo del progetto.
Il 5 dicembre 1960 la Bell presentò il mock-up del nuovo velivolo, designandolo di propria iniziativa XF-109. A quell'epoca la marina aveva già deciso di non procedere con la realizzazione di un caccia imbarcato supersonico VTOL, sia per problemi di bilancio e sia per contrasti con l'USAF. Lo sviluppo del Bell XF-3L fu definitivamente cancellato il 18 febbraio 1959.

## Descrizione tecnica
L'aereo era di tipo non convenzionale, aveva una fusoliera lunga 18,9 m, disegnata seguendo la regola delle aree, dotata di grande deriva e due stabilizzatori interamente mobili. La cabina di pilotaggio monoposto, dotata di seggiolino eiettabile, era posizionata all'estremità del muso, mentre l'ala, posizionata alta sulla fusoliera, aveva una apertura di 7,24 m. Alle estremità di ciascuna semiala vi era un pod contenente due turboreattori General Electric J85 ognuno erogante la spinta da 1.181 kg. Essi erano stati progettati per basculare lungo un arco di 100° dalla posizione orizzontale a 10° all'indietro in quella verticale, con i pod che venivano ruotati per dirigere la spinta del motore verso il basso, e mentre per il volo orizzontale i pod venivano ruotati nuovamente in orizzontale. Oltre ai quattro motori nelle ali, nella fusoliera vi erano altri due propulsori nella parte posteriore, dotati di due condotti di coda separati e alimentati da due grandi prese d'aria sagomate, poste sui fianchi della fusoliera. Su questi sei motori era prevista l'installazione dei postbruciatori che avrebbero consentito una velocità massima di Mach 2,3.
Gli altri due turbogetti fissi, posizionati in fusoliera a sostegno della spinta verticale, dotati di compressore assiale a 9 stadi, avrebbero alimentato un sistema di getti ad aria spillata, due posti sotto il muso e due in coda, assicurando così il completo controllo sui tre assi. Il velivolo disponeva di un totale di 8 turboreattori General Electric J-85. Per la costruzione dell'aereo sarebbe stato usato in massima parte alluminio, limitando l'uso di acciaio temperato e titanio. Il carrello di atterraggio era del tipo anteriore, completamente retrattile.
Ognuna delle due versioni previste avrebbe avuto uno specifico armamento. Per la versione caccia intercettore erano previsti quattro cannoni da 20 mm, 4 missili aria-aria a guida IR AIM-9 Sidewinder e due missili aria-aria a guida SAHR AIM-7 Sparrow. Per il ruolo di cacciabombardiere vi erano otto punti d'attacco per bombe e razzi da 70 mm per un carico massimo di 1.800 kg. Il velivolo avrebbe potuto passare da una versione all'altra semplicemente cambiando il selettore.

## Impiego operativo
Il mock-up della versione XF-109 (D-188A) fu mostrato a una delegazione dell'USAF con il numero di serie 92109 dipinto sull'impennaggio di coda, ma non ottenne alcun ordine di produzione in serie e il progetto fu definitivamente abbandonato nella primavera del 1961.

### Fonti
1. 1 2  National Museum.
2. ↑  Marsan 2016, pp. 42-43.
3. 1 2 3 4 5 6 7 8 9 10 11  Marsan 2016, p. 44.
4. 1 2  Pelletier 1992, p. 204.
5. 1 2 3 4 5 6 7 8 9 10  Marsan 2016, p. 46.
6. 1 2  Marsan 2016, p. 45.